# Mystery Science Theater 3000: The Movie
Mystery Science Theater 3000: The Movie is een Amerikaanse film uit 1996, gebaseerd op de komische televisieserie Mystery Science Theater 3000.

## Verhaal
Onderstaande plotomschrijving behandelt enkel Mystery Science Theater 3000: The Movie. Voor de plot van This Island Earth, de film waar Mike en de robots naar kijken, zie het artikel over die film.
De film begint met de gestoorde professor Dr. Clayton Forrester, die de kijker vertelt over zijn plan om een film te vinden die zo slecht is dat hij de wil van de wereldbevolking ermee kan breken en de macht kan grijpen. Hij is ervan overtuigd dat de film die hij nu heeft uitgekozen daartoe in staat is, ondanks het feit dat zijn testpersoon (Mike Nelson) tot nu toe alle slechte films heeft overleefd. Vervolgens verplaatst het beeld zich naar de Satellite of Love, waar Mike, Crow T. Robot en Tom Servo zich bevinden.
Na een korte introductie ontdekken Mike, Tom en Gypsy tot hun verbazing dat Crow is afgedaald naar de onderste verdieping van de satelliet, gewapend met graafspullen. Hij lijkt ervan overtuigd te zijn dat hij zich een tunnel naar de aarde kan graven. In zijn graafpoging veroorzaakt hij een scheur in de romp van de satelliet, die gelukkig snel gerepareerd wordt door Tom Servo.
Zodra het drietal terug is op de brug van de satelliet, maakt Dr. Forrester bekend dat hij hen gaat laten kijken naar de klassieke sciencefictionthriller This Island Earth. Daar verzet zinloos is, begeven Mike, Crow en Tom zich naar de bioscoopzaal. Tijdens het kijken van de film maakt het drietal de gebruikelijke opmerkingen.
20 minuten na de start van de film stopt deze plotseling en keren Mike en de robots even terug naar de brug. Terwijl Dr. Forrester de filmprojector (die blijkbaar kapot is) repareert, dagen Crow en Tom Mike uit om de satelliet zelf te besturen. Mike probeert het, en ramt per ongeluk de ruimtetelescoop Hubble. Een poging de telescoop terug in zijn baan te brengen resulteert enkel in meer vernietiging. Dan is de filmprojector weer gemaakt en keert het drietal terug naar de zaal.
Later in de film maakt Servo de opmerking dat hij een interocitor bezit gelijk aan die in This Island Earth. Mike en de robots sluipen het theater uit in de hoop met Servo’s interocitor contact te zoeken met iemand die hen kan helpen ontsnappen. Ze begeven zich naar Servo's slaapkamer. Mike slaagt erin contact te leggen met een alien genaamd Benkitnorf, maar hij is niet bereid hen te helpen.
Nadat Mike en de robots de hele film uit hebben gekeken, is Dr. Forrester ervan overtuigd dat eindelijk het gewenste resultaat is bereikt. Maar het experiment blijkt wederom mislukt. Mike en de robots hebben niet hun verstand verloren door de film. Sterker nog, ze zijn een feestje aan het geven in de stijl van This Island Earth. Dr. Forrester probeert het feest te verstoren, maar teleporteert zichzelf per ongeluk naar Benkitnorfs badkamer. In de satelliet vieren Mike en de robots het feit dat Dr. Forrester weg is, totdat ze zich realiseren dat hij de enige was die hen terug naar de aarde kon halen.

## Rolverdeling
| Acteur            | Personage                             |
| ----------------- | ------------------------------------- |
| Michael J. Nelson | Mike Nelson                           |
| Trace Beaulieu    | Crow T. Robot / Dr. Clayton Forrester |
| Kevin Murphy      | Tom Servo                             |
| Jim Mallon        | Gypsy                                 |
| John Brady        | Benkitnorf                            |

## Achtergrond

### Productie
De film speelt zich af tussen seizoen 6 en 7. Derhalve zijn zowel TV's Frank als Pearl Forrester afwezig (Frank ging aan het eind van seizoen 6 weg, en Pearl werd pas begin seizoen 7 een vast personage in de serie). De film werd opgenomen in Eden Prairie, Minnesota, in de Energy Park Studios in St. Paul.
MST3K: The Movie is opmerkelijk in het feit dat de film 7 minuten korter is dan een gemiddelde aflevering van de serie (75 minuten tegen 91-103 minuten). Voor het overgrote merendeel volgt de film dezelfde opbouw als die van een standaard aflevering van de serie.
De productie van MST3K:TM was een stuk uitgebreider dan die van de televisieserie. De sets waren veel groter en gedetailleerder, waardoor de kijker voor het eerst meer te zien kreeg van de andere ruimtes in de Satellite of Love.

### Keuze van de film
Sommige fans zetten vraagtekens bij de keuze voor de film This Island Earth als onderwerp voor MST3K: The Movie. Dit vooral omdat de film als een cultfilm wordt gezien die zeker bij fans van jaren 50 sciencefiction geliefd was. Best Brains en Gramercy waren het er echter over eens dat de gemiddelde bioscoopbezoeker wellicht niet geïnteresseerd zou zijn in de films die normaal gezien behandeld werden bij het Mystery Science Theater 3000.

### Uitgave
Mystery Science Theater 3000: The Movie werd uitgebracht op VHS door MCA/Universal Home Video op 1 oktober 1996. Hij werd op dvd uitgebracht in 1998.
In 2003 werd een nieuwe versie van MST3K: The Movie online uitgebracht.

### Verwijderde scènes
Aan het begin van de film zou oorspronkelijk een nieuwe versie van de MST3K titelsong worden gespeeld door Dave Alvin, maar hiervan werd uiteindelijk alleen een instrumentale versie gebruikt voor de aftiteling.
De film bevatte volgens het originele scenario nog een extra tussenstuk, waarin Mike en de robots moeten schuilen voor een meteorietenregen. Deze scène werd op bevel van Gramercy geschrapt om de lengte van de film wat in te korten.
Het einde van de film werd ook aangepast. In het originele scenario zouden Mike en de robots wraak nemen op Dr. Forrester door Servo’s interocitor te koppelen aan het videoscherm waarmee ze verbinding hielden met Deep 13, en zo een alien naar Deep 13 sturen.
De nieuwe titelsong, het alternatieve einde en de verwijderde tussenscène waren te zien op de "Mystery Science Theater 3000 ConventioCon ExpoFest-O-Rama 2: Electric Boogaloo" in 1996, maar zijn nooit verwerkt op een officiële video of dvd-uitgave van de film. Ze staan wel op enkele fanuitgaven van de film die in 2003 en 2006 in omloop kwamen.

## Prijzen en nominaties
In 1997 werd Mystery Science Theater 3000: The Movie genomineerd voor de Saturn Award in de categorie “Beste Science Fiction film”. Hij won deze echter niet.